# Adele von Stark
 Adele von Stark  (* 14. August 1859 in Teplitz; † 10. September 1923 in Wien) war eine österreichische Emailkünstlerin.

## Leben
Stark war Schülerin von Franz Pönninger an der Allgemeinen Zeichenschule in Wien und studierte ab 1878 an der Kunstgewerbeschule Wien, wo sie zunächst einen Vorbereitungskurs bei Karl Hrachowina besuchte. Von 1879 bis 1887 besuchte sie die Fachschule für Malen und Zeichnen bei Friedrich Sturm und von 1988 bis 1890 das Spezialatelier für keramische Dekoration und Emailmalerei bei Hans Macht. Bis 1903 hatte sie ein eigenes Atelier und gab Privatunterricht im Zeichnen und Malen.
Sie löste 1896 im Ministerium Debatten um die mangelhafte Kunstausbildung von Frauen aus, als sie erfolglos um die Erlaubnis zur Gründung einer Zeichenschule für Frauen und Mädchen ersuchte. Die Spezialschule für Illustration an der Wiener Kunstgewerbeschule besuchte sie 1897 bei Felician Freiherr Myrbach von Rheinfeld, der 1902 die Neugründung eines Emailateliers im Ministerium beantragte. 1903 wurde Stark in diesem Spezialatelier für Emailarbeiten als eine der ersten Frauen zur provisorischen Lehrerin mit der Übertragung der technischen Leitung ernannt. 1914 wurde sie dann Professorin der Werkstätte für Emailarbeiten. Diese Position hatte sie bis zum Jahr ihres Todes 1923 inne.
Von 1908 bis 1910 war Stark Mitglied im Deutschen Werkbund und Gründungsmitglied des Österreichischen Werkbunds und hatte auch enge Bindungen zur Wiener Werkstätte. In Brüssel fertigte sie von 1905 bis 1911 gemeinsam mit Leopoldine König die Emailarbeiten für den Stoclet-Fries im Palais Stoclet. Sie unternahm zahlreiche Studienreisen nach Deutschland, Schweden, England, Frankreich und Italien und beteiligte sich regelmäßig auch an internationalen Ausstellungen. Zu ihren Schülern gehörten unter anderen Rudolf Kalvach, Felice Rix-Ueno, Mileva Roller, Anny Schröder-Ehrenfest und Franziska Zach.

## Ausstellungen
- 1902 – Deutsch-Nationale Kunst-Ausstellung Düsseldorf
- 1902 – Austrian Exhibition of Fine Art and Decorative Furnishing, London
- 1902 – Secessionsausstellung
- 1903 – Secessionsausstellung
- 1903 – Ausstellung von Bucheinbänden und Vorsatzpapieren im Österreichischen Museum für Kunst und Industrie, Wien
- 1904 – Weltausstellung St. Louis (Schule Stark)
- 1908 – Kunstschau Wien
- 1909 – Kunstschau Wien
- 1910 – Ausstellung im Österreichischen Museum für Kunst und Industrie, Wien
- 1911 – Ausstellung des Sonderkurses für Keramik, des Sonderkurses für Emailarbeiten, des technisch-keramischen Sonderkurses, Kunstgewerbeschule Wien (Schule Stark)[1]

## Werk
Bereits früh konzentrierte sich Stark auf die Emailkunst. Sie verarbeitete Metalle wie Kupfer und Gold und probierte sich an Drahtemail. Verdienste erwarb sie sich insbesondere mit der Wiederbelebung alter Handwerkstechniken wie Zellen- und Grubenschmelz. Auch tat sie sich durch ihre Arbeit mit Fenster- und Maleremail hervor. In ihren farbintensiven, innovativen Erzeugnissen in Jugendstil und Art déco kombinierte sie moderne Motive mit traditionellen Techniken. Während ihr Frühwerk vor allem aus Schmuck besteht, kamen später Gefäße, Leuchten, Bilder und andere Objekte hinzu. Als Motive dienten ihr stilisierte Menschen und Tiere, Szenen, Landschaften und Ornamente.